# Adverbio de afirmación
Un adverbio de afirmación es aquel que afirma o confirma un hecho. La mayoría de las lenguas, aunque no todas, tiene al menos un adverbio de este tipo, que hace la función que en español corresponde a la palabra sí.

## Síen español
Sí (del latín sīc) es una de las palabras más usuales en español, la gramática tradicional lo analiza como un adverbio de afirmación que se suele emplear respondiendo a una pregunta, y también en oraciones coordinadas: "No puedo cambiar el mundo de los hombres, pero sí disfrutar de su ausencia cuando me alejo de él." Sirve, además, para afirmar con especial aseveración, o para ponderar algo; avivando la afirmación expresada por el verbo de la oración. También se usa como sustantivo, significando en tal caso consentimiento o permiso. Al ser una palabra heredada del latín, se emplea también en francés, italiano, portugués.
Es el opuesto lógico de no, aunque sintácticamente existen diferencias, ya que «sí» debe ocupar algún lugar en la periferia izquierda de la oración asociada al sintagma complementante, mientras que «no» puede aparecer fuera de la periferia izquierda.

### Usos de la palabra
- Como adverbio:
  - Respondiendo a pregunta: - ¿Has ido a clase? - Sí.
  - Denotando especial aseveración o ponderando algo, por encima de la afirmación ya contenida en el verbo: Ese cuadro sí que es horrendo.
  - Dando énfasis avivando el verbo: Lo conseguiré, sí, a pesar de todas las dificultades.
  - De forma enfática para desmentir un juicio de valor negativo: Yo sí trabajo a diferencia de mi hermano que es un vago.
- Como sustantivo:
  - Con el significado de consentimiento o permiso: Ella se lo pensó, pero al final le dio el sí.

## Lenguas sin la palabra «sí»
Algunas lenguas carecen de un adverbio del tipo que tienen las lenguas romances o las lenguas germánicas occidentales. En esas lenguas ante preguntas, se repite el verbo. Entre las lenguas que carecen de «sí» están el latín y algunas lenguas celtas insulares.
Así en latín ante una pregunta como Vēnistine herī? (‘¿Viniste ayer?’) se puede responder de alguna de las siguientes formas:
- Sīc est (‘así es’).
- [Enimverō] vēni (‘[Efectivamente] vine’).

De oraciones como la primera de las respuestas anteriores, por elipsis se gramaticalizó el morfema que dio lugar al «sí» de varias lenguas romances.